# Bentley Systems
Pour les articles homonymes, voir Bentley.
Bentley Systems est une entreprise américaine qui développe et vend des logiciels et des services pour la conception, la construction et l'exploitation d'infrastructures. Les logiciels se destinent aux marchés du bâtiment, du génie civil, des exploitations minières et du géospatial. Le but principal est d'assister les ingénieurs dans le design, l'ingénierie, la construction et l'exploitation de toutes infrastructures tels que les routes, chemins de fer, ponts, bâtiments, usines, centrales électriques, réseaux de services publics, mines, etc. Bentley Systems réinvestit en moyenne 20% de ses revenus dans la recherche et le développement.
Le siège se situe à Exton, en Pennsylvanie, mais l'entreprise possède des bureaux dans plus de 50 pays. En 2021, Bentley Systems a généré un chiffre d'affaires d'un milliard de dollars dans 186 pays.

## Logiciels
Le produit phare de Bentley est le logiciel MicroStation, plateforme d'ingénierie collaborative déclinée selon les besoins des ingénieurs en différentes solutions (OpenRoads pour les infrastructures routières et urbaines, OpenPlant pour l'ingénierie industrielle, etc.). D'autres logiciels complètent ses solutions.
Depuis 2014, Bentley propose aussi des services en ligne basés sur la plateforme Microsoft Azure.
Une liste non exhaustive des logiciels proposés par Benley en 2025 est la suivante:
- Bentley Infrastructure Cloud
- MicroStation
- ProjectWise
- OpenFlows Water
- STAAD
- SYNCHRO
- PLAXIS 2D
- PLAXIS 3D

## Historique
Keith A. Bentley et Barry J. Bentley fondent Bentley Systems en 1984. Ils créent une version commerciale de PseudoStation en 1985, qui permet aux utilisateurs des systèmes VAX d'Intergraph d'utiliser des terminaux graphiques d'entrée de gamme pour voir et modifier les designs Intergraph IDGS. La première version est présentée à des clients potentiels pour savoir quel montant ils étaient prêts à payer pour ce logiciel. Une fois les réponses moyennées, le prix décidé est de 7 943 $. Une version DOS de Microstation est lancée en 1986.
En avril 2002, Bentley dépose une demande d'introduction en bourse, mais celle-ci est retirée avant d'entrer en vigueur.
En novembre 2016, l'entreprise Siemens annonce qu'elle paiera environ 76 millions de dollars pour une participation minoritaire dans l'entreprise Bentley Systems, et qu'elle va investir dans le développement de logiciels en commun.
En septembre 2020, Bentley Systems fixe les conditions de son introduction en bourse, qui valorise l'entreprise à environ 4,96 milliards de dollars. La société offre 10,75 millions d'actions à un prix compris entre 17 et 19 dollars par action.

### Acquisitions notables
Bentley Systems se développe en partie grâce aux nombreuses acquisitions au fil du temps.
Le 18 juin 1997, Bentley acquiert IdeaGraphix, un développeur de logiciels d'application basées sur MicroStation pour l'architecture, l'ingénierie et la gestion des équipements. Le 15 janvier 1998, Bentley achète Jacobus. Le 2 janvier 2001, Bentley rachète les activités d'Intergraph dans le domaine du génie civil, des services de traçage et des logiciels de conversion de données matricielles. Le 17 octobre 2001, Bentley Systems rachète le logiciel de conception Geopak pour les infrastructures routières et ferroviaires.
Bentley Systems rachète Rebis en 2003, Infrasoft Corporation en 2003, Haestad Methods, Inc. en 2004, puis accepte de reprendre l'activité Research Engineers International (REI) de netGuru, qui comprend sa ligne de produits d'analyse et de conception structurelle STAAD, le 31 août 2005. Bentley rachète GEF-RIS AG en 2006, KIWI Software en 2007, C.W. Beilfuss and Associates en 2007 et TDV GmbH, un fournisseur de logiciels d'analyse et de conception pour l'ingénierie des ponts, en mai 2007.
Début 2008, Bentley acquiert Hevacomp, Ltd, LEAP Software, Inc, la ligne de produits promis•e d'ECT International et Common Point pour la simulation de la construction.
Le 13 octobre 2009, Bentley ajoute des capacités géotechniques et géoenvironnementales à son portfolio avec l'acquisition de gINT Software. Le 9 février 2010, Bentley Systems annonce deux acquisitions : Exor Corporation et Enterprise Informatics. Le 2 mars 2011, Bentley Systems acquiert le logiciel SACS pour l'analyse structurelle offshore d'Engineering Dynamics, Inc. Toujours en 2011, Bentley rachète FormSys et Pointools Ltd, un développeur britannique de logiciels de nuage de points.
En 2012, Bentley acquiert l'activité logicielle elcoSystem de Hannappel Software, ainsi que InspectTech Systems, USA, un fournisseur d'applications d'inspection sur le terrain et de services de gestion des actifs pour les ponts et autres actifs de transport. La même année, elle achète la société canadienne Ivara, le logiciel de conception et d'analyse d'appareils à pression Microprotol d'EuResearch, et SpecWave.
En 2013, Bentley rachète topoGRAPH, un fournisseur de logiciels de géodésie, ainsi que l'activité logicielle MOSES d'Ultramarine. Le 25 février 2014, Bentley achète le logiciel eB Services BizDocQnet Systems. Plus tard dans l'année, elle acquiert SITEOPS, un logiciel d'optimisation pour l'amélioration de la conception des sites d'aménagement du territoire, de Blueridge Analytics. Bentley rachète C3global pour la modélisation prédictive en 2015, et a également acquis cette année-là Acute3D pour son logiciel de photogrammétrie, et la société e-on software pour son moteur de rendu temps réel.
En 2016, Bentley acquiert la plateforme d'assurance progressive ComplyPro auprès de la société britannique ComplyServe.
Le 23 janvier 2018, Bentley rachète S-Cube Futuretech Pvt Ltd. afin d'élargir son offre spécifique aux utilisateurs de logiciels de conception et de documentation d'ingénierie du béton en Inde, en Asie du Sud-Est et au Moyen-Orient. Le 26 avril 2018, Bentley acquiert la société néerlandaise de modélisation géotechnique Plaxis B.V.
Le 15 juillet 2018, Bentley acquiert la société canadienne de modélisation géotechnique SOILVISION Systems Ltd. afin d'améliorer ses offres géotechniques en 3D. Toujours en 2018, la société rachète Synchro, Agency9, LEGION, ACE enterprise Slovakia et Alworx. En 2019, Bentley acquiert SignCAD Systems, Keynetix et Citilabs, Inc. et Orbit GeoSpatial Technologies.
En 2020, Bentley acquiert le cabinet de conseil britannique Professional Construction Strategies Group (PCSG) et SRO Solutions. En 2021, Bentley rachète Ontracks Consulting, INRO Software, SPIDA Software et Seequent Holdings Limited, et en 2022, les acquisitions continuent avec Power Line Systems, ADINA R&D, Inc. et Eagle.io.
En 2023, Bentley rachète la société Blyncsy, qui fournit des services d'intelligence artificielle aux départements des transports pour soutenir les activités d'exploitation et de maintenance.